# Ley rusa contra la propaganda homosexual
La ley contra la propaganda homosexual —nombre coloquial con el que se conoce a la ley federal rusa "para el propósito de proteger a los niños de la información que aboga por la negación de los valores familiares tradicionales"— es un proyecto de ley que fue aprobado por unanimidad por la Duma Estatal el 11 de junio de 2013, con la única abstención de Ilya Ponomarev, y firmado como ley por el presidente Vladímir Putin el 30 de junio de 2013.
El propósito declarado por el gobierno ruso para la ley es proteger a los niños de la exposición a la homosexualidad -contenido que presenta la homosexualidad como una norma en la sociedad- bajo el argumento de que contradice los valores familiares tradicionales. La ley modifica la ley de protección de la infancia del país y el Código de Infracciones Administrativas de la Federación Rusa, para prohibir la distribución de "propaganda de relaciones sexuales no tradicionales" entre los menores. Esta definición incluye los materiales que "suscitan el interés por" dichas relaciones, que hacen que los menores "formen predisposiciones sexuales no tradicionales" o "presentan ideas distorsionadas sobre el mismo valor social de las relaciones sexuales tradicionales y no tradicionales". Las empresas y organizaciones también pueden ser obligadas a cesar temporalmente sus actividades si son condenadas por la ley, los extranjeros pueden ser detenidos y encarcelados hasta 15 días y luego deportados, o multados hasta 5.000 rublos y deportados.
El respaldo del Kremlin a la ley atrajo a la extrema derecha nacionalista rusa. La ley fue condenada por la Comisión de Venecia del Consejo de Europa (de la que Rusia es miembro), por el Comité de los Derechos del Niño de las Naciones Unidas y por grupos de derechos humanos, como Amnistía Internacional y Human Rights Watch. El estatuto fue criticado por su amplia y ambigua redacción, que muchos críticos caracterizaron como una prohibición efectiva de la promoción pública de los derechos y la cultura de la comunidad LGBT. La ley también fue criticada por conducir a una justificación y aumento de la violencia homofóbica, mientras que las implicaciones de las leyes en relación con los entonces próximos Juegos Olímpicos de Invierno que se celebraban en Sochi también fueron motivo de preocupación, ya que la Carta Olímpica contiene un lenguaje que prohíbe explícitamente varias formas de discriminación.

## Antecedentes
La homosexualidad ha sido considerada de diferentes maneras a lo largo de la historia de Rusia, predominando hasta tiempos contemporáneos una visión más bien restrictiva (si bien no religiosa) respecto a las relaciones entre personas del mismo sexo. Investigaciones contemporáneas realizadas por historiadores han demostrado que el compositor Piotr Ilich Chaikovski (1840-1893) era homosexual, y una de las teorías sobre su muerte apuntan a un posible suicidio como consecuencia de problemas sociales relacionados con su orientación sexual.
Luego del triunfo bolchevique en la revolución rusa, la homosexualidad fue legalizada en la ya consolidada Unión Soviética en 1922. Sin embargo, tras la llegada de Iósif Stalin al poder la población homosexual comenzó nuevamente a ser perseguida con dureza, ilegalizando por decreto las prácticas homosexuales en 1933, represión que no cesaría hasta la Disolución de la Unión Soviética.
Tras décadas de una feroz persecución en la Unión Soviética, el presidente de la naciente Federación Rusa Borís Yeltsin legalizó los actos sexuales entre adultos del mismo sexo el 27 de mayo de 1993. El cambio, debido en gran parte a presiones del Consejo de Europa, no reflejaba un cambio de opinión social o política respecto a la homosexualidad. Tras la llegada de Vladímir Putin al poder en 1999, se comenzaron a oír voces desde círculos nacionalistas, conservadores, religiosos e incluso médicos pidiendo la ilegalización de la homosexualidad. A partir de mediados de la década de 2000, los activistas homosexuales empezaron a ser acosados por las autoridades civiles y eclesiásticas, dándose numerosos casos de violencia contra personas LGBT, entre los que destaca, por su relevancia internacional y mayor resonancia mediática, la prohibición de la Marcha del orgullo gay de Moscú.

Regiones que prohíben la «propaganda» LGBT a mediados de 2013.

Entre 2006 y 2013, diez regiones rusas han legislado sobre «propaganda del homosexualismo» a menores de edad, de las cuales, nueve condenan el delito con sanciones administrativas y multas. En algunas regiones también se prohíbe la llamada «propaganda del bisexualismo y transgenerismo» a menores. En orden de fecha de aprobación de las leyes, son Riazán (22 de abril de 2006), Arcángel (22 de octubre de 2011), Kostroma (28 de febrero de 2012), San Petersburgo (30 de marzo de 2012), Magadán (30 de junio de 2012), Novosibirsk (3 de julio de 2012), Krasnodar (19 de julio de 2012), Samara (22 de julio de 2012), Bashkortostán (5 de agosto de 2012) —la única región que no incluye ningún tipo de sanción administrativa o multa— y Kaliningrado (19 de abril de 2013) —donde se prohíbe la «propaganda del homosexualismo» no solo a menores, sino entre la población en general—. Arcángel derogó su ley en noviembre de 2013, considerándola innecesaria, al quedar cubierto el asunto por la ley nacional, al mismo tiempo que el Tribunal Europeo de Derechos Humanos comenzaba los procedimientos contra las leyes de Arcángel, Riazán y San Petersburgo. En junio de 2014 lo haría San Petersburgo alegando la misma razón que Arcángel. Adicionalmente, en 2012, el tribunal municipal de Moscú mantuvo una orden local que prohíbe durante cien años las manifestaciones del orgullo gay en la ciudad.
Estas leyes son muy similares a la «sección 28» introducida por el gobierno de Margaret Thatcher el 24 de mayo de 1988, que prohibía a las autoridades locales «promocionar intencionadamente la homosexualidad o publicar material con la intención de promocionar la homosexualidad» y «promocionar la enseñanza de la aceptabilidad de la homosexualidad como una supuesta relación familiar en cualquier escuela subvencionada». La ley permaneció vigente hasta 2003, pero incluso en 2013 algunos colegios concertados seguían manteniendo políticas similares. En Estados Unidos, 8 estados —entre ellos Arizona, Alabama y Texas— y varias ciudades todavía tienen leyes similares a la inglesa, las llamadas «no promo homo».

## Ley federal contra la propaganda homosexualista
Un primer intento de introducir una ley en contra de la propaganda homosexual se produjo el 8 de mayo de 2009, cuando la Duma rechazó una propuesta de ley que criminalizaba la «propaganda gay» en Rusia con 90 votos a favor, frente a los 226 necesarios. La propuesta, iniciada en 2007 por un miembro del partido Rusia Justa, incluía la pérdida del derecho a tener un puesto de trabajo en la educación o en el ejército durante dos a cinco años a todos aquellos que «demostrasen abiertamente un estilo de vida y una orientación homosexual». De acuerdo a Interfax, los parlamentarios decidieron que la «propaganda gay» no era peligrosa para la sociedad y, por lo tanto, no podía ser castigada bajo el código penal.
En 2010 se aprobó la ley «Sobre la protección de niños frente a información dañina para su salud y desarrollo», que prohibía la distribución de material «dañino» a menores. Este material incluye aquel que «produzca miedo, horror o pánico en los niños», la pornografía, junto con materiales que ensalzan la violencia, actividades ilegales, las drogas o las autolesiones. Una enmienda introducida en 2012 creaba un sistema de calificación obligatorio para materiales distribuidos por una «red de información y telecomunicaciones» (lo que cubre la televisión e Internet) y establecía una lista negra de páginas web que ensalzan el abuso de drogas, el suicidio o contienen pornografía infantil.
A finales de 2012, el primer ministro ruso, Dmitri Medvédev, confirmaba que no consideraba necesaria una ley de propaganda homosexual a nivel federal. En enero de 2013 se había devuelto la propuesta de ley a la fase preparatoria de forma indefinida. Sin embargo, en junio de 2013, la Duma adoptó por unanimidad (436 votos a favor, uno en contra y una abstención) una nueva ley contra la «propaganda homosexualista», que prohibía en todo el territorio nacional la distribución de «propaganda de relaciones sexuales no tradicionales» a menores, concepto que no queda definido con exactitud. El texto no menciona explícitamente la homosexualidad, sino que usa el eufemismo «relaciones sexuales no tradicionales». El paso por la Cámara Alta fue a finales de ese mismo mes, con 137 votos favorables y una abstención, a la vez que se votaba la prohibición de la adopción extranjera de niños rusos por parejas del mismo sexo o solteros (131 votos a favor y ninguno en contra). La ley fue firmada por el presidente Vladímir Putin dos días después, entrando en vigor.
La ley es en realidad una enmienda a «Sobre la protección de niños ...», que simplemente amplía los supuestos de los que se debe proteger a los menores. Uno de los autores del estatuto, Yelena Mizulina, presidenta del Comité de la familia, las mujeres y los niños en la Duma, en una cruzada moral, comentó a los legisladores durante la preparación de la ley, que «las relaciones sexuales tradicionales entre un hombre y una mujer [...] Estas relaciones necesitan una protección especial.» Mizulina afirmaba que una encuesta reciente mostraba que el 88% de la población apoyaban la ley. El presidente Putin realizó algunos comentarios sobre la ley antes de su aprobación en una visita a Ámsterdam en abril de 2013, «Quiero que todo el mundo entienda que en Rusia no hay infracciones a los derechos de las minorías sexuales. son personas, igual que los demás, y poseen todos los derechos y libertades». Defendió la aprobación de la ley diciendo que «¿Puede imaginar una organización promoviendo la pedofilia en Rusia? Creo que las personas de muchas regiones rusas se habrían levantado en armas [...] Lo mismo es válido para las minorías sexuales: no me puedo imaginar la aprobación de lo matrimonios homosexuales en Chechenia. ¿Puede imaginárselo? Habría resultado en muertos.» Putin también mencionó que estaba preocupado por la baja tasa de natalidad rusa y que las uniones homosexuales no producen hijos.
La ley ordena multas de hasta 5 000 rublos a los ciudadanos condenados y en el caso de los funcionarios públicos, grupo que incluye a los profesores y educadores públicos, las multas son de hasta 50 000 rublos. Organizaciones y negocios podrán ser multados con hasta 1 millón de rublos y se les puede prohibir el funcionamiento hasta 90 días. Los extranjeros pueden ser arrestados y detenidos hasta 15 días, y posteriormente deportados, así como multados con hasta 100 000 rublos. Los ciudadanos rusos que empleen Internet u otros medios de comunicación masiva para promocionar «relaciones no tradicionales» pueden ser multados con hasta 100 000 rublos.

### Consecuencias

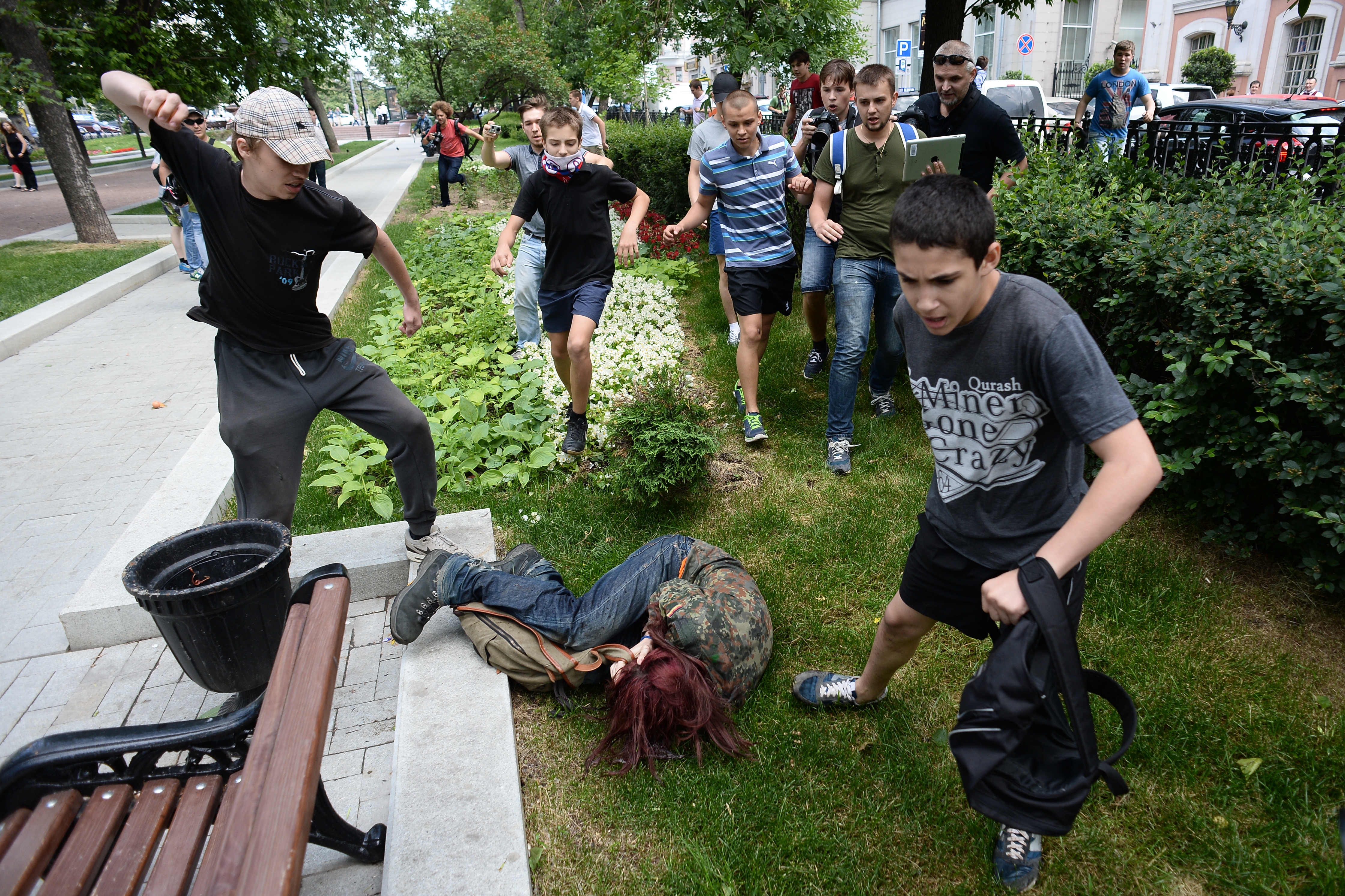
Violencia contra personas LGBT protestando en contra de la ley de propaganda homosexual delante del parlamento ruso en Moscú.

Los críticos afirman que el estatuto está escrito de forma tan laxa que en la práctica es equivalente a la prohibición completa del movimiento LGBT y cualquier expresión pública de la homosexualidad. Así, en la práctica se ha prohibido la celebración del Orgullo gay, defender los derechos LGBT o afirmar que las relaciones homosexuales son iguales que las heterosexuales. Cualquier información sobre la homosexualidad que haya sido colocada en Internet por ciudadanos rusos puede ser multada con 50 a 100 000 rublos.
En general, se ha achacado a la ley un aumento de la violencia homófoba en el país. Se han formado grupos, como «Occupy Paedophilia», que buscan a jóvenes homosexuales por Internet, para atraerlos y luego maltratarlos. Occupy Paedophilia ha sido denunciado en 100 ocasiones por activistas LGBT, sin que haya habido reacción alguna por parte de las autoridades. Los asaltos a grupos e individuos LGBT ha provocado que algunas agrupaciones de defensa de los derechos LGBT comiencen a hablar de «pogromos». Homosexuales rusos han comenzado a exiliarse, como ha sido el caso del activista Alexei Kiselev, refugiado en España, del pintor Konstantin Altunin, huido a Francia, o la periodista Masha Gessen, trasladada a Estados Unidos.
El 21 de julio de 2013, cuatro turistas holandeses fueron arrestados por discutir supuestamente sobre derechos LGBT con jóvenes rusos. Los cuatro turistas fueron arrestados por esparcir «propaganda sobre relaciones no tradicionales entre menores de edad» tras hablar con los jóvenes en un campamento en la ciudad de Murmansk. En septiembre de 2013 dos profesores fueron despedidos por ser homosexuales. El periódico Molodoi Dalnevostochnik de Jabárovsk ha sido condenado a una multa de 50 000 rublos, acusado de «propaganda homosexual» por el Servicio Federal de Prensa y de Medios de Comunicación Masivos de la Federación Rusa (Федеральное агентство по печати и массовым коммуникациям России, ФАПМК o FAPMK; servicio ruso de regulación y control de los medios de comunicación), tras publicar una entrevista con uno de ellos. La FAPMK objetó principalmente a la publicación de la frase «Mi propia existencia es prueba efectiva de que la homosexualidad es normal», dicha por el entrevistado Alexander Yermoshkin. Antón Krasovski, un presentador de la televisión pública rusa KontrTV, fue despedido inmediatamente de su trabajo en enero de 2013, después de haber anunciado en directo que es homosexual y que estaba asqueado por la ley propuesta, que en ese momento todavía no había sido aprobada. El joven activista Dmitry Isakov fue detenido en septiembre de 2013 por manifestarse con un cartel que decía «ser homosexual y amar a otros homosexuales es normal, pegar y matar a los homosexuales es un crimen» en junio y haber sido descubierta una foto por un adolescente en Internet, el 19 de diciembre fue condenado a una multa de 4000 rublos. En enero de 2014 un activista LGBT fue detenido por enarbolar la bandera del arcoíris al paso de la antorcha olímpica. En febrero de 2014 una menor, de 14 años, fue denunciada por el «comité de menores» local «por hacer propaganda sistemática de relaciones sexuales no tradicionales entre menores, al admitir abiertamente su orientación sexual no tradicional», es decir, por haberse declarado públicamente lesbiana ante sus compañeros de clase. En enero de 2016 un activista LGBT fue condenado en Murmansk a pagar 100 000 rublos por colocar en VKontakte, «Ser gay significa ser una persona valiente y segura, con dignidad y autoestima».
Por otra parte, la condena por infringir la ley local de Ryazán contra la propaganda homosexual de la activista Irina Fedotova fue anulada en septiembre de 2013 por un tribunal ruso, en aplicación de una resolución del Comité de Derechos Humanos de Naciones Unidas. También un tribunal de Kostroma dio la razón a los activistas LGBT, a los que el gobierno local había prohibido la realización de una protesta contra la ley, por miedo a que realizasen «propaganda de relaciones no tradicionales».
El guionista Yuri Arabov, que estaba trabajando en una biografía filmada de Chaikovski, que se estrenará previsiblemente en 2015, afirmaba que «está lejos de estar demostrado que Chaikovski era homosexual». Además añadió que «no firmaré mi nombre en una película que hace propaganda de la homosexualidad». La película está subvencionada por el gobierno, que en persona del ministro de cultura, Vládimir Medinski, respondió que «Arabov de hecho tiene razón —no hay evidencia de que Chaikovski fuese homosexual». Los estudiosos han señalado que la homosexualidad de Chaikovski está ampliamente documentada en sus papeles y correspondencia personales. En la prensa occidental se ha especulado que la eliminación de toda evidencia de la homosexualidad de Chaikovski en la película —promocionada por su director Kiril Serébrennikov como «la auténtica historia del amor trágico y la muerte del brillante compositor ruso»— es una respuesta a la ley de propaganda homosexual rusa.
En 2015, la fiscalía de la región de Primorie investigó si la difusión mediática de la amistad entre un tigre, llamado Amur, y una cabra macho, llamada Timur, en un zoológico de la región puede ser considerado como un delito de «propaganda de una relación no tradicional» a menores.

## Reacciones internas
Cerca del 90% de los rusos apoyan la ley según una encuesta realizada en junio de 2013 por el Centro panruso para el estudio de la opinión pública (VTsIOM).
El ministro ruso de asuntos exteriores, Serguéi Lavrov, en una discusión con su homólogo neerlandés, Frans Timmermans, defendió la ley afirmando que pretendía proteger a la mayoría cristiana del país contra la discriminación que sufre por parte de grupos que tratan de «imponer sus puntos de vista minoritarios», recordando además que «[Los rusos] no tenemos ni un solo compromiso internacional común con Europa que permita la propaganda de la homosexualidad».
El patriarca de Moscú, Cirilo I, también ha mostrado su apoyo en unas declaraciones en las que además consideraba que el matrimonio homosexual era «una señal muy peligrosa del Apocalipsis». De hecho, la Iglesia Ortodoxa Rusa ha pedido que se vote la prohibición de la homosexualidad en referéndum.
El director principal de la Orquesta Sinfónica de Londres y director general del Teatro Mariinski, Valeri Gérgiev, declaró el 10 de septiembre de 2013 al periódico holandés Volkskrant, refiriéndose a las leyes contra la propaganda homosexual rusas, que «En Rusia hacemos todo lo que podemos para proteger a los niños de los pedófilos. Esta ley no es sobre la homosexualidad, su objetivo es la pedofilia. Pero estoy demasiado ocupado para explorar este asunto en detalle.» Tras diversas protestas y manifestaciones de grupos LGBT en los lugares en los que actuaba Gérgiev, el director matizó sus palabras: «Ya he dicho anteriormente que no discrimino contra nadie, gay u otro, y nunca lo he hecho, y como jefe del Teatro Mariinski, esa es nuestra política. [...] Es incorrecto sugerir que alguna vez he apoyado legislación en contra de los gais y en todo mi trabajo he mantenido los mismos derechos para todas las personas.»
El tribunal constitucional ruso rechazó en octubre de 2013 un recurso contra la ley contra la propaganda homosexual de San Pertersburgo realizado por Nikolái Alekséyev, que en 2013 había sido condenado por llevar un cartel con el texto: «La homosexualidad no es una perversión, al contrario del hockey sobre hierba o el patinaje artístico sobre hielo.» El tribunal consideró que el estado estaba obligado a proteger la maternidad, la niñez y la familia, siendo la ley contra la propaganda homosexual una medida en ese sentido. También adujo que el ejercicio de los derechos civiles y libertades no se pueden permitir a costa de los derechos de otras personas, además de considerar que la ley no es discriminatoria, porque se aplica tanto a heterosexuales como a homosexuales. En octubre de 2014, el tribunal constitucional sentenció que la ley nacional contra la propaganda homosexual se ajusta a derecho.

## Reacciones internacionales

### Reacciones favorables
Algunos países del entorno ruso han planteado sus propias leyes de «propaganda homosexual». Moldavia aprobaba su propia ley el 12 de julio de 2012, que prohíbe «la distribución de información pública [...] destinada a la propagación de la prostitución, la pedofilia, la pornografía o de cualquier otra relación que no sea el matrimonio o la familia». La ley moldava fue derogada tras solo tres meses de vigencia, «como contrapartida a la firma de un acuerdo comercial con la Unión Europea». En Lituania existe desde octubre de 2010 una ley prohíbe la «"manifestación y promoción" de contenidos publicitarios referidos a [la] "orientación sexual"». Una ley anterior, similar a la rusa, planteada en marzo de 2010, fue rechazada gracias a la presidenta Dalia Grybauskaite y presiones de la Comisión Europea. Una petición para la recogida de firmas para una ley similar fue rechazada por la Comisión Electoral Central de Lituania en agosto de 2013. En agosto de 2013, el diputado Aldan Smaiyl del parlamento kazajo anunció su intención de introducir una ley similar en el país para prohibir «bares gays, manifestaciones y todas y cada una de estas relaciones repugnantes». Ucrania tiene una ley similar a la rusa en tramitación y en Armenia se discutió una ley de «propaganda homosexual», aunque se acabó retirando. En marzo de 2014, el gobierno de Kirguistán discutía una ley que prohibía «crear una actitud positiva hacia orientaciones sexuales no tradicionales», definiendo «relaciones no tradicionales» como «la sodomía, el lesbianismo y otras formas de comportamiento sexual no tradicional»; las penas irían de los seis meses de prisión y una sanción de hasta 5.000 som, hasta un año de cárcel y 6.000 som, si la información está destinada a menores.
En el estado alemán de Baden-Wurtemberg, activistas cristianos han organizado una petición en línea (que a 10 de enero de 2014 contaba con 80.000 firmas) en contra de un proyecto del gobierno regional para luchar contra el acoso contra los estudiantes LGBT y sus altas tasas de suicidio, además de fomentar la tolerancia hacia las personas LGBT. La petición tiene como un objetivo principal eliminar toda mención del «estilo de vida gay» en las aulas. La petición ha sido apoyada por la Iglesia evangélica local, que habla de «indoctrinación», y por algunos políticos locales importantes del CDU y FDP, aunque su principal apoyo proviene de la extrema derecha y las iglesias evangélicas libres.  Dos peticiones en sentido contrario realizadas por grupos LGBT contaban a 14 de enero con 170.000 firmas.
La ley ha sido apoyada por diversos grupos conservadores y religiosos alrededor del mundo, que han firmado un comunicado apoyándola:

Las entidades firmantes están extremadamente preocupadas por los fuertes ataques a los que se enfrenta la Federación rusa debido a su reciente Ley Federal [...] que protege la inocencia y formación moral de los niños, prohibiendo la propaganda de ‘relaciones sexuales no-tradicionales’ entre ellos. [...] Con su nueva ley Rusia protege derechos humanos genuinos y universalmente reconocidos contra ‘valores’ artificiales y fabricados que se intentan imponer agresivamente en muchas sociedades modernas. Asimismo hacemos constar que los conceptos de ‘orientación sexual’ e ‘identidad de género’ no están recogidos en los tratados y acuerdos internacionales vinculantes existentes.

Entre los firmante se encuentran las organizaciones estadounidenses World Congress of Families, Catholic Family and Human Rights Institute, Mission America, GrasstopsUSA y Population Research Institute, las británicas Muslim Coordination to the Alliance for the Family y Muslim Coordination to the Society for the Protection of Unborn Children, las españolas HazteOír, la Asociación para el Estudio de la Doctrina Social de la Iglesia, la Asociación Enraizados, la Asociación Española de Abogados Cristianos, Ayuda a la Iglesia Necesitada, Castellón Educa en Libertad, Córdoba Educa en Libertad, CrossRoads España, Derecho a vivir.org, ImpulsoJoven.es, el Instituto de Política Familiar, Jóvenes por una Causa, Madrid Educa en Libertad, Más Libres, el Observatorio Extremeño para la Educación en Libertad, el Observatorio para la Libertad Religiosa y de Conciencia, Padres en Acción y Profesionales por la Ética, entre muchas otras de Europa y América Latina.

### Reacciones desfavorables

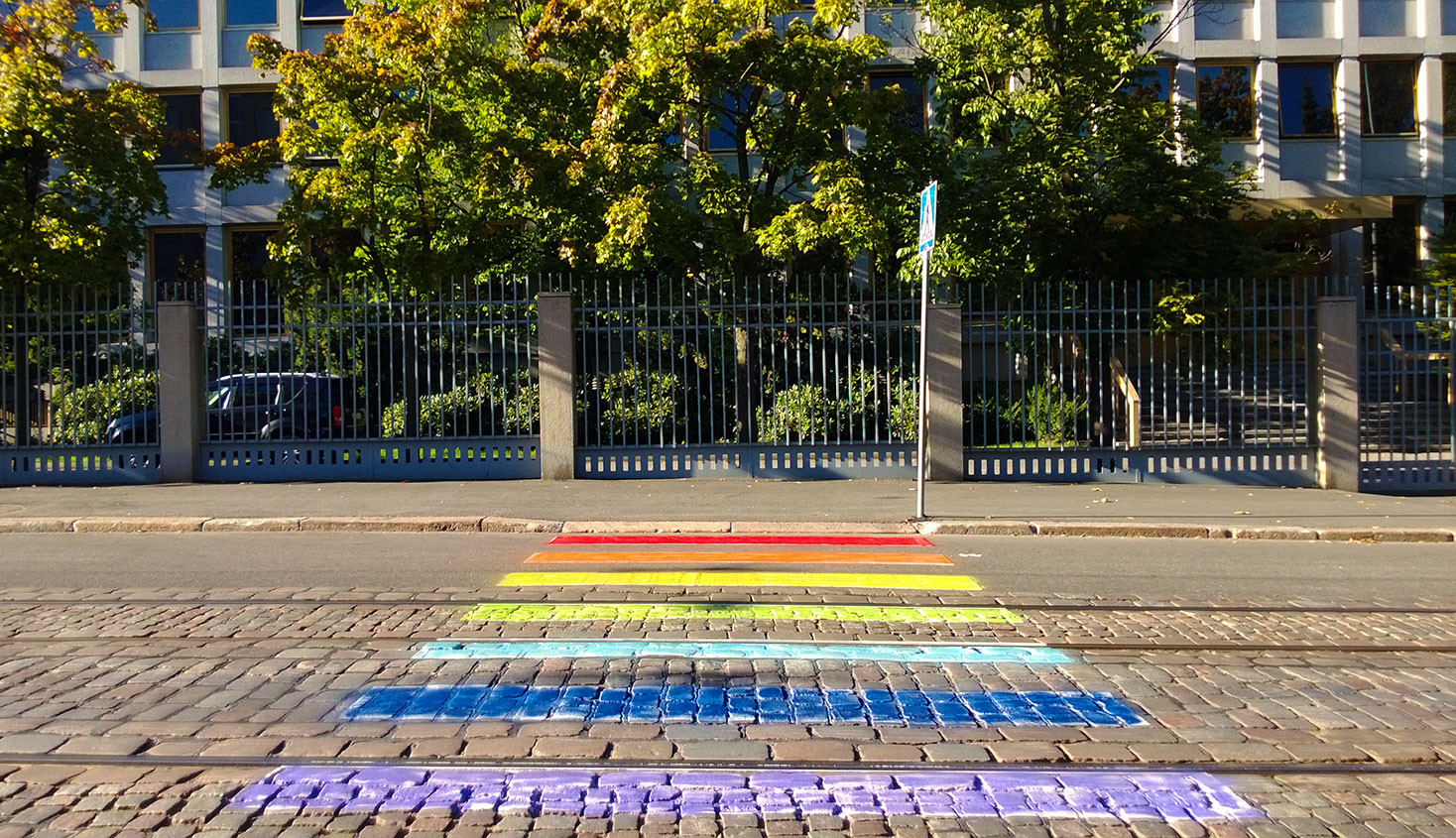
Paso de cebra pintado con los colores del arco iris delante de la embajada rusa en Helsinki durante las protestas contra las leyes anti-LGBT rusas.

Numerosos grupos de defensa de los derechos LGBT y de los derechos humanos han protestado por estas leyes. Concentraciones y besadas ante la embajada rusa se realizaron en septiembre de 2013 en más de 40 ciudades, entre ellas Alicante, Barcelona, Valencia, Asunción, Buenos Aires, La Paz, Managua, México D.F., Monterrey, Quito y San Salvador.  En Estocolmo, Oslo y Helsinki, los pasos de cebra delante de las embajadas rusas aparecieron pintados de los colores del arco iris. En Madrid fue un banco.
Numerosos jefes de gobierno, personalidades del espectáculo y atletas se han opuesto públicamente a esta ley. El presidente estadounidense,  Barack Obama, comentó que «Nadie está más ofendido sobre alguna de esta legislación en contra de gais y lesbianas que hemos estado viendo en Rusia que yo.» Posteriormente, durante la cumbre del G-20 en San Petersburgo, se entrevistó con activistas LGBT rusos y sus asistentes mencionaron las leyes como una de las razones para cancelar un encuentro con Putin que estaba planeado durante la visita. Entre los jefes de gobierno y políticos que han condenado la ley se pueden contar a la canciller alemana Angela Merkel, el premier británico David Cameron, el ministro de exteriores australiano Bob Carr, así como el primer ministro canadiense, Stephen Harper. El Parlamento Europeo también condenó la ley en junio de 2013 y enero de 2014.  En la víspera de la inauguración de los Juegos Olímpicos de Sochi, el secretario general de la ONU, Ban Ki-moon, condenó, en un discurso ante el COI, la discriminación de los homosexuales.
Entre los artistas, se puede mencionar a Madonna —que fue denunciada por grupos conservadores, que esperaban obtener 11 millones de dólares por violar la ley en contra de la propaganda homosexual local durante un concierto en San Petersburgo—, a Lady Gaga —un miembro de la Duma opinó que se debería prohibir que cantara Born this way durante su concierto en San Petersburgo; el promotor del concierto fue multado con 60 000 rublos— y a la actriz británica Tilda Swinton. Otros han renunciado a trabajar en Rusia, como el actor Wentworth Miller, que aprovechó su mensaje negándose a ir para salir del armario, Cher  o el cantante polaco Marcin Mroziński. En cambio Elton John se ha negado a cancelar un concierto en Moscú, alegando que «Tengo que actuar en Rusia para ayudar a las personas homosexuales». Diversos grupos han protestado por considerar su concierto propaganda homosexual, incluyendo el imán Saidjagfar Lutfullin de la mezquita Zakabanna de Kazán.
En 2018, la cantante uruguaya Natalia Oreiro, muy popular en Rusia, concedió una entrevista a la Radio Nacional de Rusia en la cual portó un suéter con un arcoíris que contenía los colores de la bandera LGBT violando la ley contra la propaganda homosexual. Dicha acción le pudo haber traído graves consecuencias penales pero su gran popularidad en aquel país le permitió no ser imputada por el acto.
Diversos artistas y periodistas, como Stephen Fry, el presentador Jay Leno, el actor y escritor Harvey Fierstein, y el periodista Dan Savage, han trazado paralelos entre el tratamiento de la población LGBT en Rusia y el tratamiento de los judíos en la Alemania nazi en los años anteriores al Holocausto. También firmaron peticiones y manifiestos en contra de la ley 27 premios Nobel y de más 200 escritores de renombre.
A nivel internacional se ha llamado a diversos boicots contra la ley. Algunas ciudades han paralizado o anulado los convenios de hermanamiento con ciudades rusas, sobre todo con San Petersburgo. Es el caso de Milán o Venecia, que han paralizado sus procesos, o Reikiavik, que tiene previsto revisar sus relaciones con Moscú. Ciudades como Turín han continuado con el proceso de hermanamiento y otras como Barcelona, Mánchester, Los Ángeles, Melbourne o Glasgow han ignorado o rechazado peticiones en este sentido.
Un segundo boicot ha sido contra el vodka ruso, que ha sido seguido principalmente por bares gais en Estados Unidos, Canadá, Australia y Reino Unido. El principal instigador del boicot, Dan Savage, lo justificaba como una forma de «mostrar nuestra solidaridad con los homosexuales rusos y sus aliados, y ayudar a atraer la atención internacional a la persecución de hombres gais, lesbianas, bisexuales, personas transgénero y aliados heterosexuales en la Rusia cada vez más fascista de Putin: deja el vodka ruso», mencionando específicamente las marcas Stolichnaya y Russian Standard. Mientras algunas voces han denunciado el boicot como irrelevante, incluyendo el activista ruso Nikolái Alekséyev, otros creen que el eco mediático de la acción ha permitido generar una conciencia del problema de la población LGBT en Rusia.

### Llamamiento al boicot de los Juegos Olímpicos de Sochi
En marzo de 2012 el gobierno ruso prohibió la creación de una «Casa del Orgullo» durante los Juegos Olímpicos de Sochi de 2014.
En julio de 2013 comenzaban las primeras críticas en contra de la celebración de los Juegos Olímpicos de Invierno de 2014 en Sochi, al quedar claro que la ley iba a afectar a atletas, acompañantes y visitantes extranjeros. Algunos intelectuales LGBT realizaron paralelos con los Juegos Olímpicos de Berlín en 1936, bajo el régimen de Hitler y pidieron el traslado de los juegos o su boicot. Harvey Fierstein comentó que «en 1936 el mundo asistió a los Juegos Olímpicos de Alemania. Casi ningún participante dijo algo sobre la campaña de Hitler contra los judíos. Los partidarios de esta decisión destacan con orgullo el triunfo de Jesse Owens, mientras yo destaco con pavor el Holocausto y la Guerra Mundial. Hay un precio por tolerar la intolerancia.» Stephen Fry, en una carta abierta a Cameron, comentó que «Una prohibición absoluta de los Juegos Olímpicos de Sochi en 2014 es absolutamente esencial. Realicémoslos en otro sitio, Utah, Lillehammer, donde sea. De ninguna forma debe parecer que Putin tiene la aprobación del mundo civilizado.» Políticos europeos se han sumado al boicot, como es el caso de Joachim Gauck, el presidente de Alemania, y Viviane Reding,  comisaría de Justicia, Derechos Fundamentales y Ciudadanía de la Unión Europea, que han anunciado que no asistirán a los juegos.
Las protestas alcanzaron el Campeonato Mundial de Atletismo de 2013 en Moscú, donde la atleta sueca Emma Green Tregaro pintó sus uñas con los colores de arco iris como señal de apoyo a los derechos LGBT. La Asociación Internacional de Federaciones de Atletismo prohibió el gesto de la atleta, sobre la base de sus reglas que impiden declaraciones de tipo político o comercial. La legendaria atleta rusa Yelena Isinbayeva (Premio Príncipe de Asturias en 2009) condenó el gesto de Tregaro como una falta de respeto a Rusia, «Si permitimos difundir y hacer todo esto por la calle, temeremos por nuestra nación, porque nos consideramos gente normal y corriente. [...] Es algo que viene de nuestra historia. Nunca tuvimos problemas, este tipo de problemas en Rusia, y no queremos tenerlos en el futuro». Isinbayeva comentó posteriormente que se la había entendido mal debido a su pobre inglés. Diversos atletas han hablado en contra de las leyes homófobas rusas, pero no apoyan un boicot a los Juegos Olímpicos de Invierno. Entre ellos están el jugador de rugby Stuart Reardon, Johnny Weir, atleta gay de patinaje artístico, y Robbie Rogers, futbolista gay.
Grupos de defensa de los derechos LGBT rusos, entre ellos el activista Nikolái Alekséyev y el comité organizador de la Marcha del orgullo gay de Moscú, se oponen al boicot y prefieren usar los Juegos como una plataforma para atraer la atención internacional sobre el estado de los derechos LGBT en Rusia. En previsión de las acciones de los activistas, el presidente Putin firmó en agosto de 2013 un decreto prohibiendo todo tipo de protestas en Sochi durante los Juegos Olímpicos. Alekséyev, junto con otros nueve activistas LGBT, fueron detenidos el 25 de septiembre delante de la sede de los Juegos de Sochi en Moscú, tras realizar una protesta. El 30 de noviembre, varios grupos LGBT rusos se reunieron con el director del COI, Thomas Bach, en París para entregarle una carta abierta en la que solicitan que «investigue en profundidad las implicaciones de las leyes homófobas rusas».
El Comité Olímpico Internacional (COI) ha rechazado que las leyes rusas vayan a afectar a los juegos y que no están en contra del artículo VI de la Carta Olímpica: «La práctica del deporte es un derecho humano. Cada individuo debe tener la posibilidad de practicar el deporte, sin ningún tipo de discriminación y en el espíritu olímpico, que requiere un entendimiento mutuo con un espíritu de amistad, solidaridad y juego limpio.»  Su presidente, Jacques Rogge, afirmó que el gobierno ruso le había «asegurado fuertemente» que «todo el mundo sería bienvenido en los Juegos independientemente de su orientación [sexual].» El COI además ha advertido a los atletas que cualquier gesto a favor de los derechos LGBT será interpretado como una declaración política y será castigada bajo el artículo 50 de la Carta Olímpica: «Ningún tipo de manifestación o propaganda política, religiosa o racial está permitida en ninguno de los sitios, estadios u otras áreas olímpicos», a pesar de que la orientación sexual no aparece mencionada.  La actitud del COI ha sido criticada por Amnistía Internacional y el Intergrupo LGTB del Parlamento Europeo.
El ministro de deportes ruso, Vitali Mutkó, en respuesta a estas cuestiones, declaró que la controversia era un «problema inventado» creado por los medios de comunicación occidentales y que la ley no discrimina contra nadie. Afirmó que la ley pretende defender los derechos de los niños, cuyas jóvenes mentes todavía están en desarrollo, de la exposición a propaganda de relaciones sexuales no tradicionales, de la misma forma en que los niños deberían ser protegidos de mensajes promocionando el alcoholismo y el abuso de drogas. También afirmó que los derechos de todos los atletas olímpicos, organizadores y visitantes de Sochi serían respetados, aunque posteriormente aclararía «A un atleta con una orientación sexual no tradicional no se le prohíbe la asistencia a Sochi. Pero si sale a la calle y comienza a hacer propaganda, entonces está claro que tendrá que rendir cuentas.» El Ministerio del Interior ruso confirmó que la ley sería aplicada durante los juegos.
En septiembre de 2014, el Comité Olímpico Internacional anunció que las ciudades que quisiesen organizar unos juegos deberán firmar una cláusula adicional, de forma que se comprometan a proteger a participantes y espectadores LGBT de todo tipo de discriminación.

## Ampliación de la ley
En julio de 2022, la política comunista Nina Ostanina copatrocinó un proyecto de ley que prohibiría "la negación de los valores familiares" y la promoción de "orientaciones sexuales no tradicionales". En una entrevista, afirmó además que "una familia tradicional es la unión de un hombre y una mujer, son niños, es una familia multigeneracional".
El 27 de octubre de 2022, la Duma estatal aprobó por unanimidad un proyecto de ley que ampliaría la ley de propaganda gay para cubrir cualquier grupo de edad, en lugar de solo menores, pendiente de la aprobación del Consejo de la Federación. El proyecto de ley también agregaría materiales que dan a los menores un "deseo de cambiar su sexo", o constituyen la promoción de la "pedofilia", a las categorías de materiales cubiertos por la ley.
Los partidarios del proyecto de ley lo consideran una respuesta a la invasión rusa de Ucrania de 2022, que busca proteger al país de la influencia y el adoctrinamiento de los valores occidentales liberales. Konstantín Maloféyev argumentó que "nuestro enemigo tiene la propaganda de la sodomía como el centro de su influencia". El proyecto de ley ha enfrentado críticas de grupos de derechos LGBT y otros partidos, quienes lo consideran una prohibición general de cualquier actividad pro-LGBT y advirtieron que podría resultar en la prohibición o censura de publicidad, películas y literatura que incluyan temas LGBT. También fue criticado por asociar falsamente la homosexualidad con la pedofilia.